# Ascodesmidaceae
Ascodesmidaceae is een familie van de Pezizomycetes, behorend tot de orde van Pezizales.

## Geslachten
De familie bestaat uit de volgende geslachten:
- Ascodesmis
- Boubovia
- Chalazion
- Coprotiella
- Coprotus
- Dennisiopsis
- Dictyocoprotus
- Eleutherascus
- Lasiobolus
- Luciotrichus
- Ochotrichobolus
- Trichobolus